# Torfkoks
Torfkoks ist, ähnlich wie die Gewinnung von Koks aus Steinkohle, eine veredelte Form des Torfes.
Torfkoks wird aus so genanntem Industrietorf hergestellt. Dabei entstehen durch trockene Destillation aus 1.000 kg Schwarztorf (Torf mit dem höchsten Brennwert) 417 kg Torfkoks, 216 kg Schwelgas, 106 kg Teer und 216 kg Schwelwasser.
In Elisabethfehn befindet sich die älteste Torfkoksfabrik der Welt, die aber ihren Betrieb 1990 wegen Unwirtschaftlichkeit einstellte. 

Heute wird in der Industrie Torfkoks hauptsächlich im Umweltbereich – unter anderem zur Filterung von Wasser – eingesetzt.